# Johanna Brenner
Johanna Brenner (, ) é uma socióloga marxista e feminista estadunidense. 
Formada no Reed College (graduação, 1964) e na Universidade da Califórnia, Los Angeles (mestrado, 1970; doutorado, 1979), ela passou quatro anos como técnica de instalação de telefone na década de 1970 para sua pesquisa. Em 1981, ela começou a ensinar no departamento de sociologia de Portland State University, em Portland, Oregon, onde trabalhou de 1982 a 2005, como coordenadora do programa de estudos sobre as mulheres. Ela é agora professora emérita.
Brenner tem contribuído para a New Left Review, a Monthly Review e outras publicações de esquerda. Em 1993, trabalhou com Catherine Sameh e Kathryn Tetrick para abrir o centro comunitário In Other Words Women's Books and Resources.
Mike Davis disse, "Johanna Brenner escreve com uma clareza que surge de uma vida de participação em lutas de mulheres da classe trabalhadora".